# Klaus Ludwig
Klaus Karl Ludwig (* 5. Oktober 1949 in Bonn) ist ein ehemaliger deutscher Automobilrennfahrer. Er gilt als Deutschlands erfolgreichster Tourenwagenfahrer und wird deswegen auch als „König Ludwig“ bezeichnet. Im Gegensatz zu seinen Zeitgenossen Hans-Joachim Stuck, Rolf Stommelen, Harald Ertl, Hans Heyer und Jochen Mass bestritt er nie ein Formel-1-Rennen. Sein Sohn Luca ist ebenfalls Rennfahrer.

## Karriere

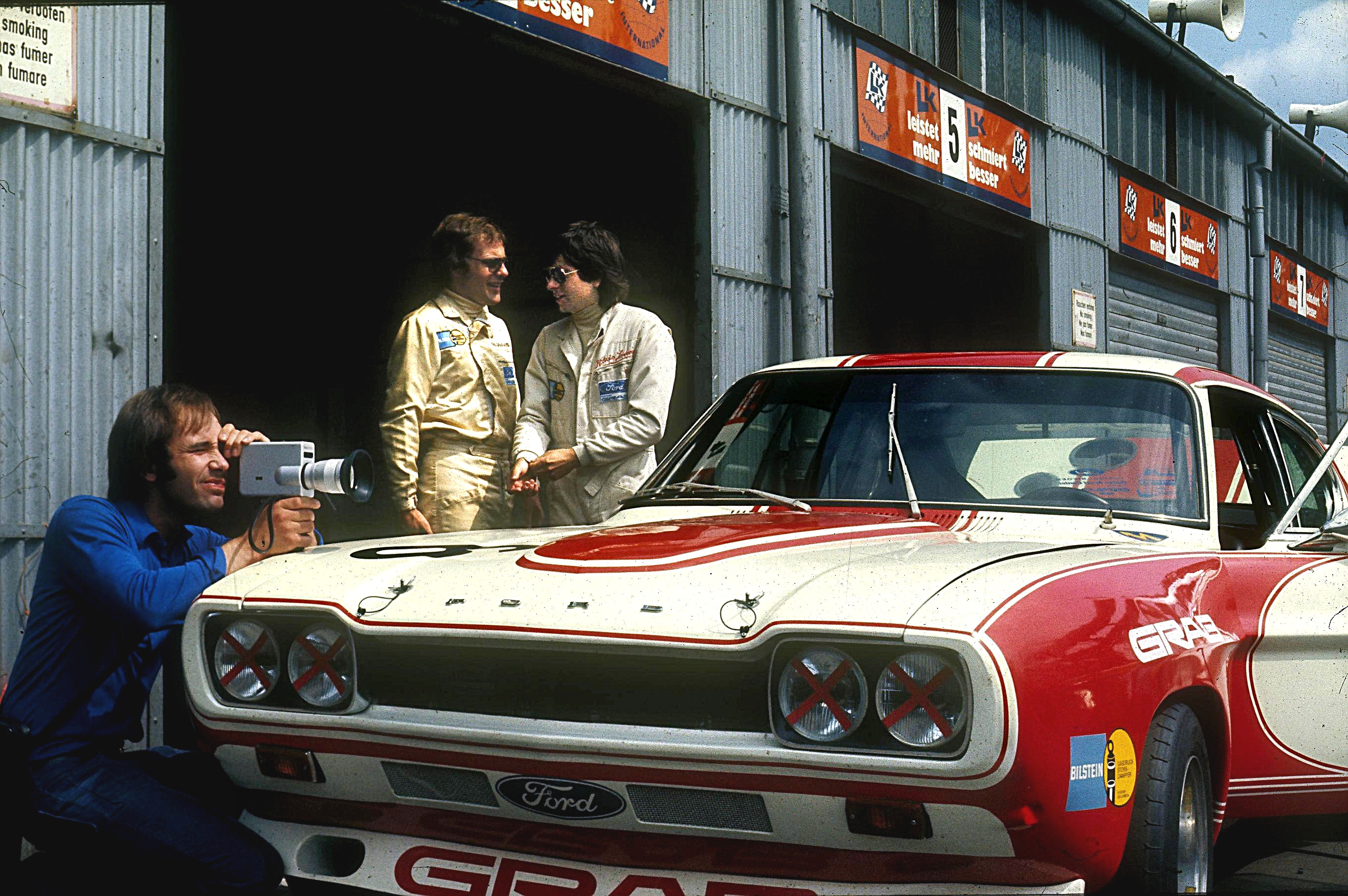
Klaus Ludwig (rechts) mit Karl Ludwig Weiß 1973 am Nürburgring

Ludwig fuhr in den 1970er-Jahren Tourenwagen von Ford in der Deutschen Rennsport-Meisterschaft (DRM). In der Jahreswertung erreichte er 1975 und 1976 jeweils den zweiten Platz. Nach einem erfolglosen Intermezzo in der Formel-2-Europameisterschaft 1977 wurde er nach seiner Rückkehr in die DRM – hier trat Ludwig 1978 zunächst für das Gelo Racing Team an – im Jahr 1979 Meister, nun auf einem Kremer-Porsche-935. Mit diesem Rennwagen, der auf dem Straßenfahrzeug Porsche 911 Turbo basiert, errang er auch beim 24-Stunden-Rennen von Le Mans bei anhaltendem Regen einen Gesamtsieg gegen die schnelleren reinrassigen Sportprototypen. Auch 1981 wurde er wieder DRM-Meister, diesmal auf einem Zakspeed-Ford Capri Turbo.

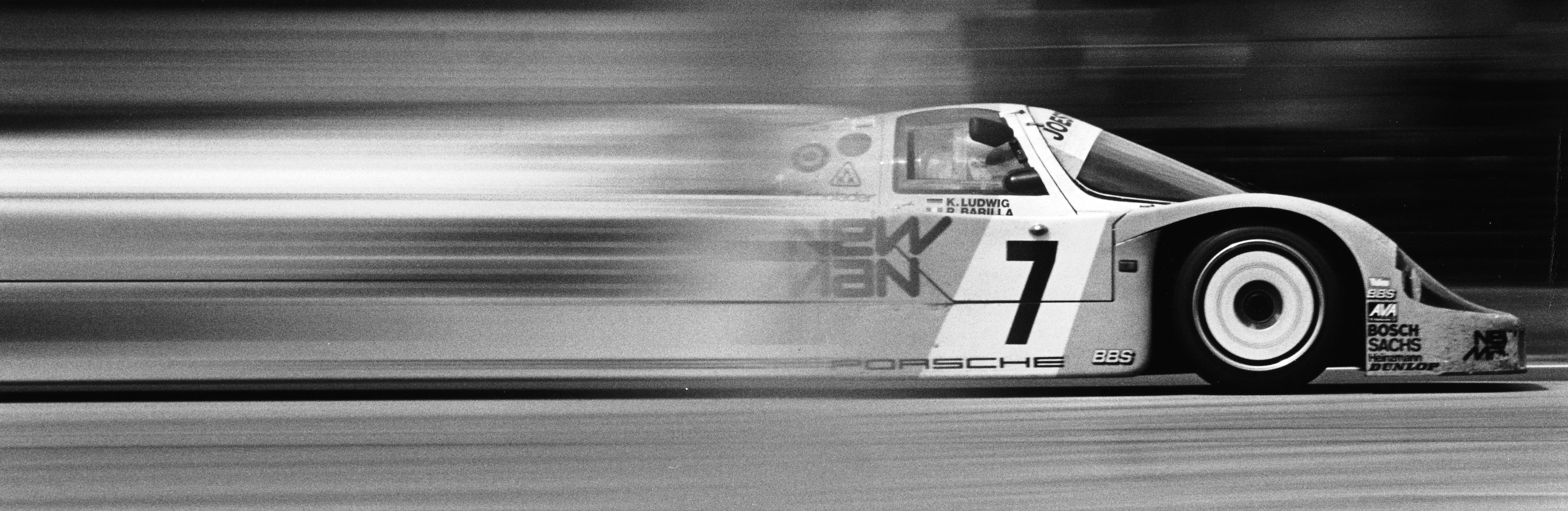
1985: Sieg in Le Mans

In den 1980ern fuhr er bei Langstreckenrennen die Sportwagen Porsche 956 C und Porsche 962 und gewann dabei erneut zweimal in Le Mans, diesmal für Joest Racing. Allerdings kritisierte er die Gefährlichkeit dieses Rennens, insbesondere die extrem lange und schnelle Gerade, sowie die von Sportwagen allgemein (siehe Manfred Winkelhock und Stefan Bellof), und wechselte in die Deutsche Tourenwagen-Meisterschaft, in der er 1988 auf Ford Sierra RS500 Meister wurde. 1989 hatte er einen schweren Unfall auf dem Nürburgring, als er nach einem Dreher rückwärts auf der Strecke stehend mit etwa 170 km/h frontal von Armin Hahne gerammt wurde. Klaus Ludwig brach sich bei diesem Unfall einen Arm – die schwerste Verletzung seiner Karriere und für viele Jahre der schwerste Unfall der DTM-Geschichte.

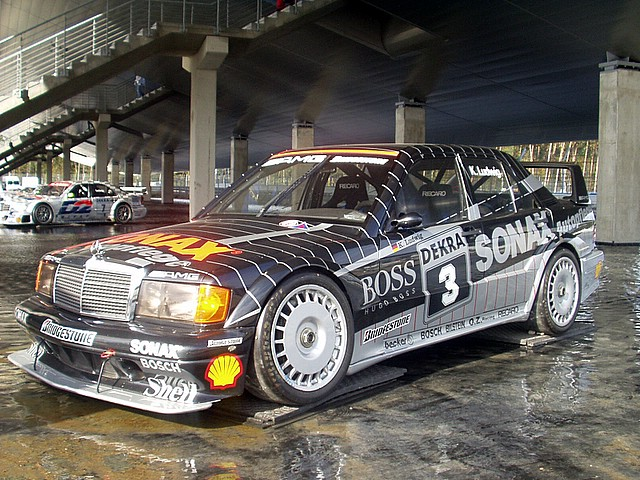
1992: Das Meisterauto

Zur Saison 1989 wechselte Ludwig zu Mercedes-Benz und wurde 1992 und 1994 DTM-Meister. Nach dem Ende der DTM bzw. ITC folgte er 1997 Mercedes-AMG in die FIA-GT-Meisterschaft.

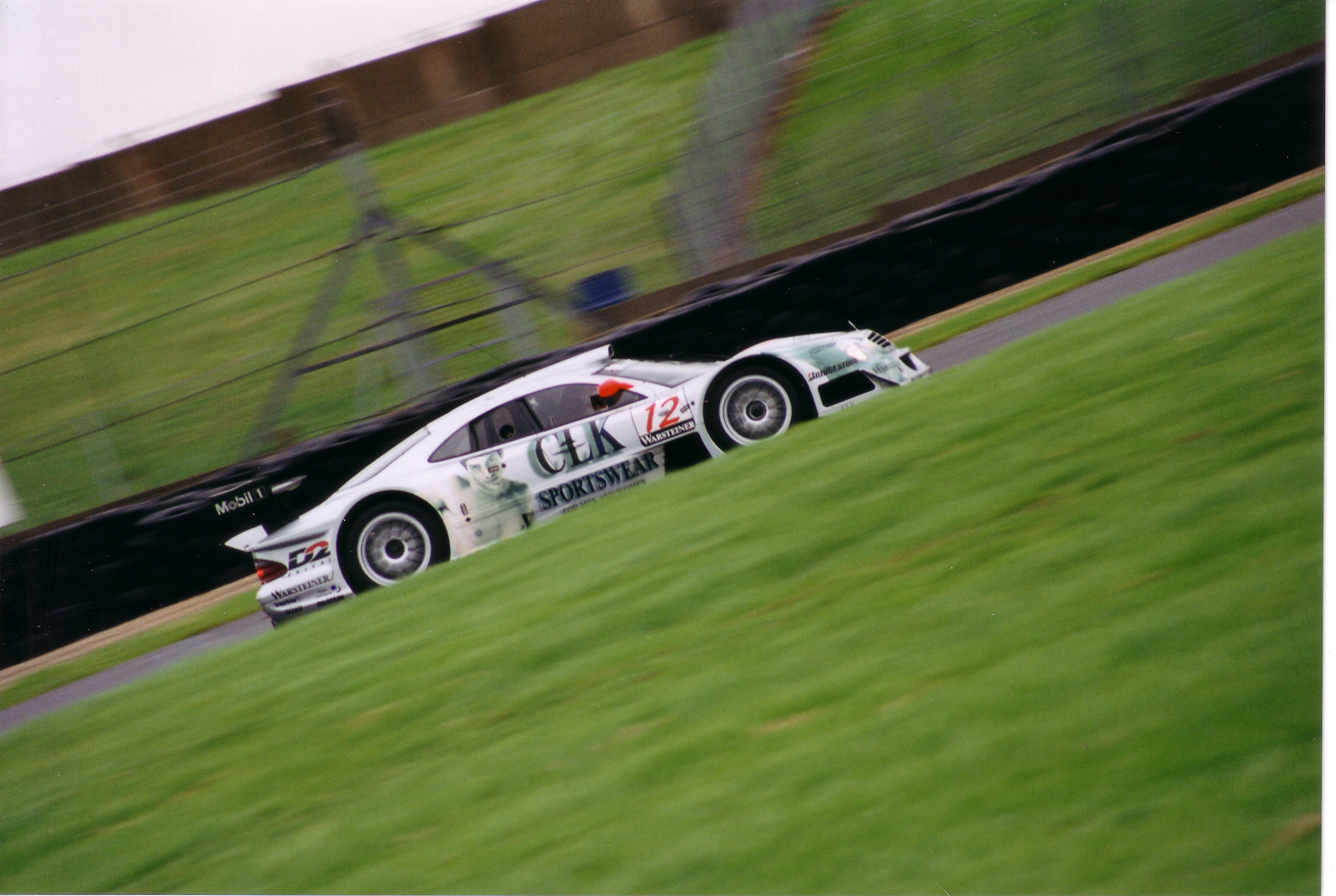
1997: Ludwig in Donington

Nach dem Gewinn der GT-Weltmeisterschaft 1998 beendete er nach einer 29 Jahre dauernden Rennsportkarriere offiziell seine Laufbahn als Profi-Rennfahrer. Wenn sich jedoch die Gelegenheit ergab, auf der Nordschleife des Nürburgrings einen siegfähigen Rennwagen zu bewegen, setzte er sich nach wie vor gern wieder einmal hinter das Steuer. Nicht zuletzt trägt er den Spitznamen „König der Nordschleife“, der auf seinen Erfolgen auf dieser legendären Rennstrecke beruht. Zudem hat er in der Umgebung ein Jagdrevier.
Schon 1999 trat er für das dortige 24-Stunden-Rennen vom Rücktritt zurück und gewann auf der von Zakspeed eingesetzten Chrysler Viper GTS-R zum insgesamt dritten Mal.
Im Jahr 2000 nahm er erneut als Profi noch einmal in der ersten Saison bei den „neuen DTM“ teil. Dort gewann er im Alter von 50 Jahren als bisher ältester Sieger eines DTM-Rennens die beiden Rennen am Sachsenring. Nach dieser Saison beendete er als Gesamtdritter seine Profi-Karriere erneut, blieb aber der DTM und Mercedes als sogenannter „Taxi-Fahrer“ erhalten.
In den Jahren 2004, 2005 und 2006 startete er für das Team Jürgen Alzen Motorsport zusammen mit Uwe Alzen beim 24-Stunden-Rennen auf der Nürburgring-Nordschleife in einem Porsche 996 GT2 Bi-Turbo (2004–2005) bzw. Porsche 997 (2006). Im Jahr 2007 startete er in einem Aston Martin DBRS9.
In den Saisons 2001 bis 2006 war Klaus Ludwig als Kommentator für die ARD bei den Läufen zur DTM tätig.
Obwohl er im Alter von 60 Jahren offiziell seinen Rücktritt vom Rennsport bekannt gegeben hatte, nahm er 2011 am 24-Stunden-Rennen auf dem Nürburgring mit einem Porsche 997 teil, schied aber aus. Auch im Jahr 2012 war Klaus Ludwig wieder gemeldet, diesmal u. a. mit Nick Heidfeld auf einem Gemballa-McLaren. Beim Überrunden eines langsameren Fahrzeugs schied Ludwig nach einem schweren Unfall kurz vor dem Streckenabschnitt „Schwedenkreuz“ aus, die Fahrer wurden dabei nicht verletzt. Der Unfall löste Diskussionen über Rücksichtnahme und gegenseitigen Respekt in Rennen mit verschiedenen Fahrzeugklassen aus, nachdem Ludwig eine „nicht vorhandene Lücke“ zum Überholen genutzt und den schweren Unfall somit verschuldet gehabt habe. Wegen Beschimpfung und tätlichen Angriffs auf seinen Unfallgegner, den Seat-Piloten Klaus Weigner, wurde Ludwig zudem zu einer Geldstrafe in Höhe von 10.000 Euro verurteilt. Der DMSB leitete ein „sportrechtliches Ermittlungsverfahren“ ein.
Im Interview erklärte Ludwig später, dass dies endgültig seine letzte Teilnahme an einer Rennveranstaltung gewesen sei.

## Erfolge
- Sieger 24-Stunden-Rennen von Le Mans: 1979, 1984, 1985
- Sieger 24-Stunden-Rennen auf dem Nürburgring: 1982, 1987, 1999
- FIA-GT-Weltmeister: 1998
- DTM-Meister: 1988, 1992, 1994
- DRM-Meister: 1979, 1981

## Statistik

### Le-Mans-Ergebnisse
| Jahr | Team                    | Fahrzeug             | Teamkollege      | Teamkollege        | Platzierung | Ausfallgrund |
| ---- | ----------------------- | -------------------- | ---------------- | ------------------ | ----------- | ------------ |
| 1978 | Weisberg Gelo Racing    | Porsche 935/77       | John Fitzpatrick | Toine Hezemans     | Ausfall     | Zylinderkopf |
| 1979 | Porsche Kremer Racing   | Porsche 935K3        | Bill Whittington | Don Whittington    | Gesamtsieg  |              |
| 1982 | Zakspeed                | Ford C100            | Marc Surer       | Manfred Winkelhock | Ausfall     | Elektrik     |
| 1983 | Sorga S.A. Joest Racing | Porsche 956          | Bob Wollek       | Stefan Johansson   | Rang 6      |              |
| 1984 | New-Man Joest Racing    | Porsche 956B         | Henri Pescarolo  |                    | Gesamtsieg  |              |
| 1985 | New-Man Joest Racing    | Porsche 956B         | Paolo Barilla    | Louis Krages       | Gesamtsieg  |              |
| 1986 | New-Man Joest Racing    | Porsche 956B         | Paolo Barilla    | Louis Krages       | Ausfall     | Motorschaden |
| 1988 | Porsche AG              | Porsche 962C         | Derek Bell       | Hans-Joachim Stuck | Rang 2      |              |
| 1998 | AMG Mercedes            | Mercedes-Benz CLK LM | Mark Webber      | Bernd Schneider    | Ausfall     | Motorschaden |

### Sebring-Ergebnisse
| Jahr | Team                    | Fahrzeug    | Teamkollege        | Platzierung | Ausfallgrund |
| ---- | ----------------------- | ----------- | ------------------ | ----------- | ------------ |
| 1988 | Bayside Disposal Racing | Porsche 962 | Hans-Joachim Stuck | Gesamtsieg  |              |

### Einzelergebnisse in der Sportwagen-Weltmeisterschaft
| Saison | Team                         | Rennwagen                 | 1   | 2   | 3   | 4   | 5   | 6   | 7   | 8   | 9   | 10  | 11  | 12  | 13  | 14  | 15  | 16  | 17  |
| ------ | ---------------------------- | ------------------------- | --- | --- | --- | --- | --- | --- | --- | --- | --- | --- | --- | --- | --- | --- | --- | --- | --- |
| 1973   | General-Anzeiger             | Ford Capri                | DAY | VAL | DIJ | MON | SPA | TAR | NÜR | LEM | ZEL | WAT |     |     |     |     |     |     |     |
| 1973   | General-Anzeiger             | Ford Capri                |     |     |     | 21  |     |     |     |     |     |     |     |     |     |     |     |     |     |
| 1975   | Gelo Racing                  | Porsche Carrera RSR       | DAY | MUG | DIJ | MON | SPA | PER | NÜR | ZEL | WAT |     |     |     |     |     |     |     |     |
| 1975   | Gelo Racing                  | Porsche Carrera RSR       |     |     |     | DNF |     |     |     |     |     |     |     |     |     |     |     |     |     |
| 1976   | Zakspeed                     | Ford Escort               | MUG | VAL | NÜR | MON | SIL | IMO | NÜR | ZEL | PER | WAT | MOS | DIJ | DIJ | SAL |     |     |     |
| 1976   | Zakspeed                     | Ford Escort               |     |     |     | DNF |     |     |     |     |     |     |     |     |     |     |     |     |     |
| 1978   | Gelo Racing                  | Porsche 935               | DAY | SEB | MUG | TAL | DIJ | SIL | NÜR | LEM | MIS | DAY | WAT | VAL | ROD |     |     |     |     |
| 1978   | Gelo Racing                  | Porsche 935               |     |     | 9   |     | DNF | DNF | 1   | DNF | DNF |     |     | 3   |     |     |     |     |     |
| 1979   | Brumos Porsche Kremer Racing | Porsche 935               | DAY | SEB | MUG | TAL | DIJ | RIV | SIL | NÜR | LEM | PER | DAY | WAT | SPA | BRH | ROA | VAL | ELS |
| 1979   | Brumos Porsche Kremer Racing | Porsche 935               |     |     |     |     |     | 5   |     | 2   | 1   |     |     | 1   |     | 2   |     |     |     |
| 1980   | Zakspeed                     | Ford Capri                | DAY | BRH | SEB | MUG | MON | RIV | SIL | NÜR | LEM | DAY | WAT | SPA | MOS | ROA | VAL | DIJ |     |
| 1980   | Zakspeed                     | Ford Capri                |     |     |     |     | DNF |     |     |     |     |     |     |     |     |     |     |     |     |
| 1981   | Ford Deutschland             | Ford C100                 | DAY | SEB | MUG | MON | RIV | SIL | NÜR | LEM | PER | DAY | WAT | SPA | MOS | ROA | BRH |     |     |
| 1981   | Ford Deutschland             | Ford C100                 |     |     |     |     |     |     |     |     |     |     |     | DNF |     |     |     |     |     |
| 1982   | Ford Werke                   | Ford C100                 | MON | SIL | NÜR | LEM | SPA | MUG | FUJ | BRH |     |     |     |     |     |     |     |     |     |
| 1982   | Ford Werke                   | Ford C100                 | DNF | 8   | 20  | DNF | DNF |     |     | 5   |     |     |     |     |     |     |     |     |     |
| 1983   | Joest Racing Zakspeed        | Porsche 956 Zakspeed C1/4 | MON | SIL | NÜR | LEM | SPA | FUJ | KYA |     |     |     |     |     |     |     |     |     |     |
| 1983   | Joest Racing Zakspeed        | Porsche 956 Zakspeed C1/4 |     |     |     | 6   | DNF |     |     |     |     |     |     |     |     |     |     |     |     |
| 1984   | Joest Racing Zakspeed        | Porsche 956 Zakspeed C1/8 | MON | SIL | LEM | NÜR | BRH | MOS | SPA | IMO | FUJ | KYA | SAN |     |     |     |     |     |     |
| 1984   | Joest Racing Zakspeed        | Porsche 956 Zakspeed C1/8 | DNF | 2   | 1   | DNF |     |     |     |     |     |     | 7   |     |     |     |     |     |     |
| 1985   | Kremer Racing Joest Racing   | Porsche 956               | MUG | MON | SIL | LEM | HOK | MOS | SPA | BRH | FUJ | SEL |     |     |     |     |     |     |     |
| 1985   | Kremer Racing Joest Racing   | Porsche 956               | 5   |     | 6   | 1   | 3   |     | 3   |     |     |     |     |     |     |     |     |     |     |
| 1986   | Joest Racing                 | Porsche 956               | MON | SIL | LEM | NÜN | BRH | JER | NÜR | SPA | FUJ |     |     |     |     |     |     |     |     |
| 1986   | Joest Racing                 | Porsche 956               | DNF |     | DNF | 1   | 2   |     |     | 4   |     |     |     |     |     |     |     |     |     |
| 1987   | Joest Racing                 | Porsche 962               | JAR | JER | MON | SIL | LEM | NÜN | BRH | NÜR | SPA | FUJ |     |     |     |     |     |     |     |
| 1987   | Joest Racing                 | Porsche 962               |     |     | 4   |     |     | DNF |     | DNF |     |     |     |     |     |     |     |     |     |
| 1988   | Joest Racing Porsche         | Porsche 962               | JER | JAR | MON | SIL | LEM | BRÜ | BRH | NÜR | SPA | FUJ | SAN |     |     |     |     |     |     |
| 1988   | Joest Racing Porsche         | Porsche 962               | 3   | DNF | 5   |     | 2   |     | 2   |     |     | 2   |     |     |     |     |     |     |     |

## Auszeichnungen
- ADAC Motorsportler des Jahres 1988